# كونيمتسو
كونيمتسو (باليابانية: 州光)، كانت أحد أفراد قبيلة مانجي للنينجا قطاع الطرق التي يقودها يوشيمتسو. فقدت هويتها اليابانية بعد انضمامها للقبيلة من أجل إبقاء شخصيتها مخفية. قبل انضمامها، تدربت على مهارات السيف الخفي وأسلوب مانجي في النينجتسو. بقيت مع القبيلة لبعض الشهور، ٍإلى أن قامت مجموعة من اللصوص الثانويين بسرقة مال القبيلة مما أدى إلى فصلها. في نهاية لينة، قررت أن تتدرب كميكانيكية تصلح مكيفات الهواء. دخلت بطولة ملك القبضة الحديدية الأولى من أجل سرقة كنز أمريكي أصلي من فتاة شجاعة تدعى ميتشل تشانغ. كونيمتسو، خائفة من ميتشل المنتقمة، قامت بالهروب.
بعد أن أحست بالإذلال، سكنت كونيمتسو بعد أن واساها جدها، الذي كان حداداً ذا سمعة. وقد أخبرها بأن السيف الذي يملكه يوشيمتسو أثر مقدس ذو قيمة لايمكن تصورها. وقد علمت أن السيف انتقل بين أفراد القبيلة، يملك القدرة على فصل العدو سواء روحياً وعقلياً. عمليات تبادل أيدي السيف عندما يتم انتخاب زعيم جديد. القائد القديم بشكل طقوسي ضحى ونقل السلطة بالسيف لمالكها الجديد. قضى جد كونيمتسو حياته بأكملها محاولاً صنع نسخة للسيف. كان من اللازم على كونيمتسو دخول بطولة ملك القبضة الحديدية الثانية من أجل مواجهة وهزيمة يوشيمتسو والحصول على السيف لكي يصنع جدها نسخة منه قبل موته. لكن مصيرها لايزال مجهولاً حيث أنها لم تظهر منذ تيكن 2. من المحتمل أيضاً أنها هوجمت من قبل أوغر، حيث أن أوغر يملك بعض حركاتها في تيكن 3 (الشريحة القاتلة، الضربة المميتة).

## وصلات خارجية
- تيكن ويكي
- تيكنبيديا الإنجليزية نسخة محفوظة 3 نوفمبر 2013 على موقع واي باك مشين.